# Euderus fuscitarsis
Euderus fuscitarsis är en stekelart som beskrevs av De Santis 1957. Euderus fuscitarsis ingår i släktet Euderus och familjen finglanssteklar. Inga underarter finns listade i Catalogue of Life.